# کیم یو می (بازیکن فوتبال)
کیم یو می (انگلیسی: Kim Yu-mi؛ زادهٔ ۱۵ اوت ۱۹۷۹) بازیکن فوتبال اهل کره جنوبی است.
وی همچنین در تیم ملی فوتبال زنان کره جنوبی بازی کرده‌است.